# Вохтозеро (озеро, Пряжинский район)
Вохтозеро (Вохто, Вахтозеро, Вухт-ярви) — озеро на территории Ведлозерского сельского поселения Пряжинского района Республики Карелия.

## Общие сведения
Площадь озера — 8,5 км², площадь водосборного бассейна — 28,3 км². Располагается на высоте 121,0 метра над уровнем моря.
Котловина ледникового происхождения.
Форма озера лопастная, продолговатая: вытянуто с северо-запада на юго-восток. Берега сильно изрезанные, каменисто-песчаные, местами заболоченные.
В юго-восточную оконечность озера втекает ручей без названия, вытекающий из Габозера. Также с юго-восточной стороны озера вытекает река Вухтанеги, втекающая в Ведлозеро.
В озере не менее десятка островов различной площади, однако их количество может варьироваться в зависимости от уровня воды.
Рыба: ряпушка, щука, плотва, налим, окунь, ёрш.
С запада от озера проходит дорога 86К-262 («Подъезд к д. Нижняя Салма»).
Населённые пункты возле озера отсутствуют. Ближайший — деревня Акимово — расположен в 1 км к северо-востоку от озера.
Код объекта в государственном водном реестре — 01040300211102000014411.